# Kamaal Williams
Kamal Williams, pseudônimo de Henry Wu (Peckham, Londres, 14 de dezembro de 1989) é um músico e produtor musical britânico, tendo o seu nome associado ao jazz londrino
Kamaal Williams, como tecladista, lançou o álbum “Black Focus” (2016) com o baterista Yussef Dayes. Também fez os trabalhos solo “The Return” (2018), “Wu Hen”(2020) e “Stings” (2023).
Convertido ao Islã, passou a adotar o nome Kamaal Williams após sua conversão para o islamismo em 2011.
Filho de mãe tailandesa e pai britânico, ligado ao hip-hop e as comunidades africanas no Sul de Londres, o artista traz a multiculturalidade para suas produções, tendo como importante característica o improviso em suas performances ao vivo. No Brasil Kamaal tem se destacado em eventos de jazz.
Williams assume que recebeu referências musicais das bandas de acid jazz inglesas Incognito e Brand New Heavies. Ele afirma encontrar mais proximidade com essas bandas do que com os grandes nomes do jazz dos Estados Unidos.